# KREEP

La différenciation de l'océan magmatique lunaire en croûte et manteau aurait conduit à la formation d'un liquide résiduel à l'origine des basaltes KREEP.

KREEP, acronyme construit à partir des lettres K (le symbole atomique pour le potassium), REE (Rare Earth Element - Terres rares) et P (pour le phosphore), est une composante géochimique de certaines brèches d'impact, basaltes, ou norites fondues. Sa caractéristique la plus importante est une concentration accrue en éléments dits « incompatibles » (qui se concentrent en phase liquide pendant la cristallisation du magma) et produisant de la chaleur comme l'uranium, le thorium et de potassium.
La composition canonique du KREEP comprend 1 % (en poids) d'oxyde de potassium et de phosphore, 20-25 ppm de rubidium, et des concentrations de lanthane qui sont de 300 à 350 fois les concentrations trouvées dans les chondrites.
Indirectement, l'origine du KREEP provient de la formation de la Lune, dont il est maintenant communément admis qu'elle résulte de l'impact d'un objet de la taille de Mars qui aurait percuté la Terre il y a 4,5 milliards d'années. Cet impact a projeté une grande quantité de matière en orbite circum-terrestre dont l'accrétion a finalement formé la Lune.
Compte tenu de la grande quantité d'énergie qui a été libérée par cet événement, on estime qu'une grande partie de la Lune aurait été initialement en fusion, formant un océan de magma couvrant toute la surface de la Lune. Pendant la cristallisation de cet océan de magma, des minéraux comme l'olivine et le pyroxène auraient précipité et coulé au fond du magma pour former le manteau lunaire. La cristallisation ayant été accomplie environ aux trois-quarts, du plagioclase anorthositique aurait commencé à se cristalliser, surnageant du magma en raison de sa faible densité, et formant ainsi une croûte anorthositique.
Ainsi, les éléments dit « incompatibles » (c'est-à-dire ceux qui se concentrent préférentiellement en phase liquide) auraient progressivement été concentrés dans le magma pendant sa cristallisation, formant un magma riche en KREEP, pris en sandwich entre la croûte et du manteau. Ce scénario est confirmé par la composition très anorthositiques de la croûte des hauts plateaux lunaires, ainsi que l'abondance sur la Lune de matériaux riches en KREEP.
Avant la mission Lunar Prospector, on pensait que les matériaux riches en KREEP formaient une couche sous la croûte occupant la totalité de la surface lunaire. Toutefois, les résultats du spectromètre à rayons gamma sur cette mission montrent que les roches contenant du KREEP sont principalement concentrées dans les régions d'Oceanus Procellarum et de Mare Imbrium, dénommée le Procellarum KREEP terrane (PKT). Les éjectas des bassins éloignés de ces régions, qui contiennent des matériaux de couche profonde (et éventuellement du manteau) (comme la Mare Crisium, la Mare Orientale, et le bassin Pôle Sud-Aitken) ne contiennent pas de concentrations notables de KREEP.
Dans le Procellarum KREEP terrane, la chaleur produite par cette concentration au sein de la croûte (et/ou du manteau) est presque certainement responsable de la longévité et l'intensité du volcanisme sur la face visible de la Lune.